# Allocrangonyx pellucidus
Allocrangonyx pellucidus is een vlokreeftensoort uit de familie van de Allocrangonyctidae. De wetenschappelijke naam van de soort is voor het eerst geldig gepubliceerd in 1935 door Mackin.
De soort komt alleen voor in de Verenigde Staten.